# Grigore Beuran
Grigore Beuran (n. 3 noiembrie 1924, Țicleni, România – d. 23 februarie 1999, Cluj-Napoca, România) a fost un prozator și romancier român.

## Biografie
S-a născut la 3 noiembrie 1924 în satul Rășina din comuna Țicleni (azi parte componentă a orașului Țicleni), aflată în județul Gorj, ca fiu al învățătorului și publicistului George Beuran, editor al săptămânalului Tineretul învățătoresc (1935-1944) din Lipova, și al Ioanei Gogonea. A urmat școala primară (1931-1935), gimnaziul (1935-1939) și Liceul
Comercial (1940-1944) în orașul Lipova și apoi cursurile Facultății de Drept a Universității „Regele Ferdinand I” din Cluj (1944-1948).
A urmat în timpul războiului cursurile Școlii de ofițeri de rezervă de la Lipova și a luat parte, împreună cu detașamentul de elevi ai acestei școli, la Lupta de la Păuliș (13-20 septembrie 1944), fiind recunoscut ulterior ca veteran și decorat cu medalii de război.
În timpul facultății a lucrat ca pedagog la Liceul Sanitar din Cluj, iar după absolvire a predat ca profesor la Liceul Comercial din Cluj, apoi a fost jurisconsult. A publicat în acest timp mai multe articole în presa locală și, fiind remarcat de conducătorii presei clujene, a renunțat la activitatea juridică și a fost angajat ca redactor la revista literară clujeană Tribuna, unde a lucrat timp de 17 ani. S-a transferat apoi la revista militară Scutul patriei, de unde s-a pensionat.
A murit la 23 februarie 1999 în Cluj-Napoca.

## Activitatea literară
A debutat cu epigrame în anul 1943 în săptămânalul Tineretul învățătoresc, redactat de tatăl său, semnând cu pseudonimul Valeriu Beuran. A început să publice regulat la câțiva ani după război, iar articolele sale au apărut în revistele Almanahul literar, Steaua, Tribuna, Scrisul bănățean, Cronica, Astra, Orizont etc.
S-a afirmat în mediul literar clujean din anii 1950-1960 ca un autor de proză scurtă aflată la interferența între literatură și reportajul literar. Criticul clujean Constantin Cubleșan îl considera un „spirit caustic, înclinat spre observația realistă”, ce combina ficțiunea cu realitatea.
Debutul său editorial a fost volumul de povestiri Ochi adânci (1962). A publicat ulterior alte volume: cărțile de proză despre război În Valea Mureșului (1964), Ora 23 (1970) și Evadarea (1976), romanul polițist Cifrul Petre Petrescu (1968), volumul de nuvele Regăsire (1968), romanul de aventuri Triplul mister (1974) și cartea de dezbateri politice Ancora n-a fost aruncată la timp (1979). A mai publicat piesa într-un act Coțofana (1964) și câteva piese de teatru radiofonic cu subiecte de actualitate. Mai multe schițe și povestiri satirice publicate în cursul timpului de-a lungul anilor în revista Tribuna au fost adunate în volumul postum Misteriosul povestitor din Atlantida (2004), publicat de fiul său, Rareș Beuran. Volumul II al romanului Evadarea a fost amânat de la publicare de cenzură de mai multe ori în ultimii ani ai regimului comunist și nu a mai fost publicat niciodată.
Proza scurtă pe care a scris-o este formată din nuvele inspirate din lumea satului, scrieri detectivistice cu o importanță scăzută, scrieri de evocare a războiului cu aspect de mărturie directă (precum descrierea luptei de la Păuliș), în care evenimentele istorice sunt prezentate dintr-o perspectivă ideologică comunistă, și proză satirică (pe care Constantin Cubleșan o considera „partea cea mai rezistentă a operei sale”), ce vizează trăsături morale definitorii speciei umane, indiferent de regimul politic sau de regiunea geografică. Multe întâmplări închipuite de Grigore Beuran sunt localizate în spațiul fantezist al Atlantidei.
Experiențele sale din timpul războiului au stat la baza cărților În Valea Mureșului (1964), Ora 23 (1970) și Evadarea (1976). Prima carte prezintă Lupta de la Păuliș, iar personajul principal al romanului Evadarea este Radu Cornea, elev al Școlii militare de ofițeri de rezervă de la Lipova. Romanul polițist Cifrul Petre Petrescu (1968) îl are în centrul său pe un locotenent inginer de aviație, care devine o victimă a militarilor germani naziști.
Povestirea „Prețul pâinii” (din volumul Ochi adânci) despre un mecanic de locomotivă comunist care, după încheierea unei călătorii istovitoare de 36 de ore, acceptă să pornească într-o altă cursă pentru a transporta pâine într-un oraș izolat în urma ninsorii puternice, a fost inclusă în manualul de Citire pentru elevii clasei a IV-a, publicat de Editura Didactică și Pedagogică în 1987.

## Opera
- Ochi adânci, povestiri, pref. de Dumitru Isac, Editura pentru literatură, București, 1962;
- În valea Mureșului, povestiri, Editura Tineretului, București, 1964;
- Cifrul Petre Petrescu, roman, Editura Tineretului, București, col. „Aventura”, 1968;
- Regăsire, nuvele, Editura Militară, București, 1968;
- Ora 23, povestiri, Editura Militară, București, col. „Columna”, 1970;
- Triplul mister. Fals roman polițist în 14 capitole, roman, Editura Albatros, București, 1974;
- Evadarea, roman, Editura Dacia, Cluj-Napoca, 1976;
- Ancora n-a fost aruncată la timp, roman, Editura Dacia, Cluj-Napoca, 1979.